# Okonjima

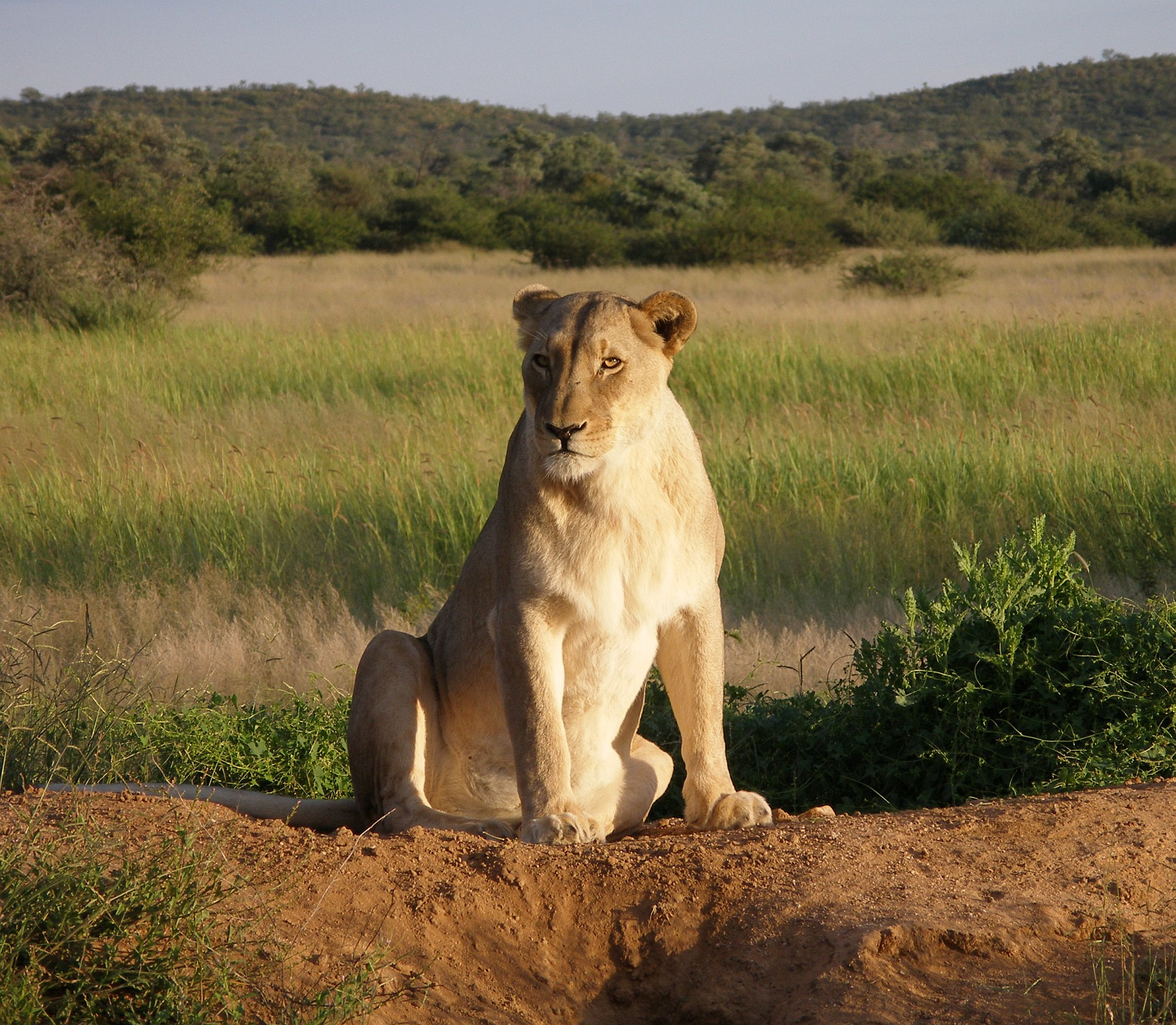
Leoaică (Panthera leo bleyenberghi) în Okonjima, 2006.

Okonjima (din nama „pământul babuinilor”) este o așezare în Namibia. Se află în munții Omboroko, lângă o cascadă mică. AfriCat Foundation își are sediul în acest sat.